# Playa Bahamonde
Der Playa Bahamonde (spanisch) ist ein Strand im Norden der Livingston-Insel im Archipel der Südlichen Shetlandinseln. Er liegt unmittelbar nördlich des Punta La Caverna auf der Ostseite des Kap Shirreff am nördlichen Ausläufer der Johannes-Paul-II.-Halbinsel. Der Strand gehört zu den Ruheplätzen des Antarktischen Seebären.
Chilenische Wissenschaftler benannten ihn nach dem chilenischen Zoologen Jorge Nibaldo Bahamonde Navarro (* 1924) von der Universidad de Chile, der bei der 20. Chilenischen Antarktisexpedition (1965–1966) am Zensus der Robbenbestände in diesem Gebiet beteiligt war.